# .ws
.ws er et nationalt topdomæne der er reserveret til Samoa. Bogstaverne hentyder til Samoas tidligere navn, Vestsamoa, Western Samoa.
| Nationale topdomæner | Spire Denne artikel om nationale topdomæner er en spire som bør udbygges. Du er velkommen til at hjælpe Wikipedia ved at udvide den. |